# Kameyama-juku

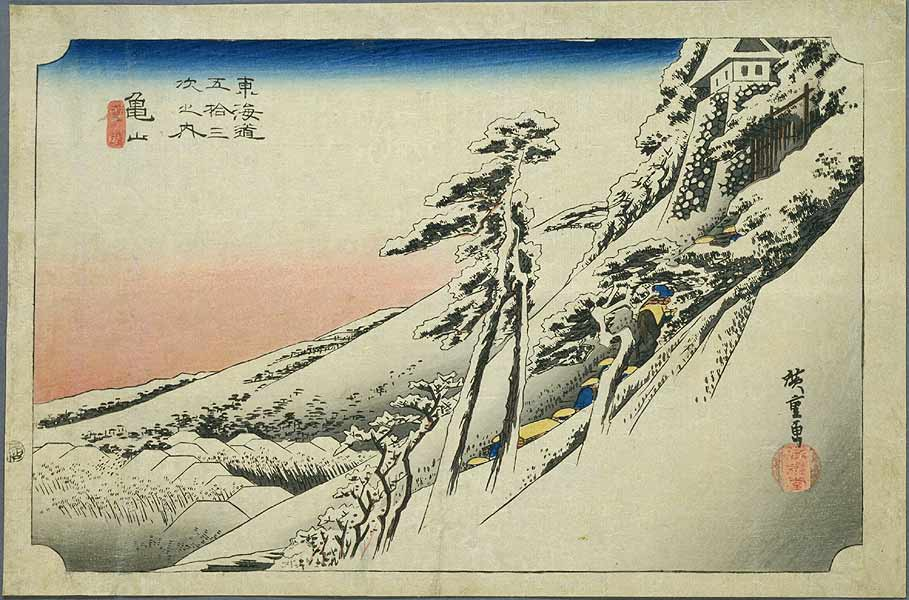
Kameyama-juku dans les années 1830, estampe de Hiroshige de la série des Cinquante-trois Stations du Tōkaidō.

Kameyama-juku (亀山宿, Kameyama-juku) était la 46e des cinquante-trois stations qui jalonnaient le Tōkaidō, l'axe majeur du Japon de l'époque d'Edo. Elle se situe dans la ville actuelle de Kameyama, dans la préfecture de Mie, au Japon.

## Histoire

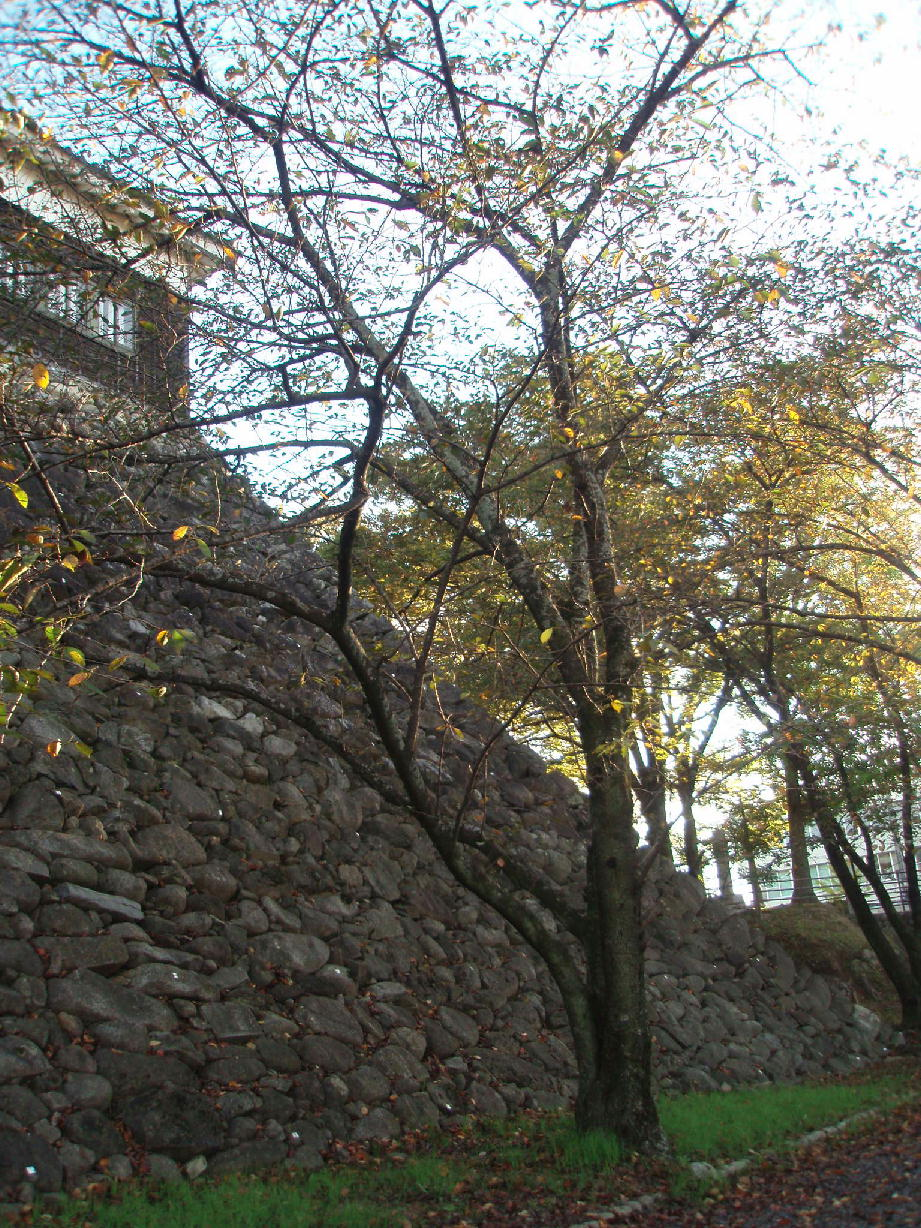
Vue actuelle du parc du château.

Durant l'époque d'Edo, Kameyama-juku a servi à la fois de shukuba (station d'étape) et de jōkamachi (ville-château) pour le château de Kameyama. Il reste quelques bâtiments préservés, tant de la station d'étape que de la ville fortifiée.
Dans l'estampe d'Hiroshige, on voit le cortège d'un daimyō (au centre) en train de gravir les flancs escarpés de la montagne couverte de neige pour se rendre au château-fort de Kameyama (en haut, à droite), bâti en son sommet. C'était une forteresse militaire qui servait aussi de gîte pour les voyageurs. De nos jours, il n'en reste que les ruines du donjon et un parc.

## Stations voisines
Tōkaidō
Shōno-juku – Kameyama-juku – Seki-juku